# Sarāb (kommunhuvudort)
Sarāb (persiska: سراب) är en kommunhuvudort i Iran.   Den ligger i provinsen Östazarbaijan, i den nordvästra delen av landet, 400 km nordväst om huvudstaden Teheran. Sarāb ligger 1 682 meter över havet och antalet invånare är 42 057.
Terrängen runt Sarāb är huvudsakligen platt, men norrut är den kuperad. Runt Sarāb är det ganska tätbefolkat, med 62 invånare per kvadratkilometer. Sarāb är det största samhället i trakten. Trakten runt Sarāb består till största delen av jordbruksmark.